# Per Sandgaard
Per Sandgaard Sørensen (13 de marzo de 1967) es un jinete sueco que compitió en la modalidad de doma.
Ganó una medalla de bronce en el Campeonato Europeo de Doma de 2007, en la prueba por equipos. Participó en los Juegos Olímpicos de Atenas 2004, ocupando el quinto lugar en la misma prueba.

## Palmarés internacional
| Campeonato Europeo | Campeonato Europeo  | Campeonato Europeo | Campeonato Europeo |
| Año                | Lugar               | Medalla            | Categoría          |
| ------------------ | ------------------- | ------------------ | ------------------ |
| 2007               | La Mandria (Italia) | Medalla de bronce  | Por equipos        |